# École de Manchester (anthropologie)
Pour l’article homonyme, voir École de Manchester.
En anthropologie juridique, l'école de Manchester est un groupe de savants réunis sous l'égide de Max Gluckman dans la ville anglaise de Manchester depuis 1949. La tradition de cette école met l'accent sur une méthode particulière connue comme la méthode des cas étendue.